# Blue Tattoo
Blue Tattoo är det tredje albumet från den estniska gruppen Vanilla Ninja släppt den 14 mars 2005.

## Låtlista
1. Blue Tattoo - 4:07
2. Cool Vibes - 3:00
3. Never Gotta Know - 3:16
4. Just Another Day to Live - 4:40
5. I Don't Care at All - 3:56
6. The Coldest Night - 3:30
7. Hellracer - 3:32
8. I Know - 3:17
9. Corner of My Mind - 3:18
10. Undercover Girl - 3:12
11. My Puzzle of Dreams - 2:59
12. Nero - 3:30
13. Just Another Day to Live (Förlängd version) - 9:24
14. Corner of My Mind (Förlängd version) - 7:23

## Listplaceringar
| Lista (2005) | Topplacering |
| ------------ | ------------ |
| Schweiz      | 4            |
| Österrike    | 7            |